# Pasta (The Bear)
"Pasta" es el segundo episodio de la segunda temporada de la comedia dramática televisiva estadounidense The Bear. Es el décimo episodio general de la serie y fue escrito por la productora ejecutiva Joanna Calo y dirigido por el creador de la serie Christopher Storer. Fue lanzado en Hulu el 22 de junio de 2023, junto con el resto de la temporada.
La serie sigue a Carmen "Carmy" Berzatto, un galardonado chef de cocina de la ciudad de Nueva York, que regresa a su ciudad natal de Chicago para dirigir la fallida tienda de sándwiches de carne italiana de su difunto hermano Michael. En este episodio, Carmy y Sydney comienzan a trabajar en el menú, mientras aparece un problema de moho en el restaurante. 
El episodio recibió críticas muy positivas por parte de los críticos, quienes elogiaron las actuaciones, el desarrollo de los personajes y el tono emocional. 

## Trama
A falta de 12 semanas para la apertura, el personal enfrenta algunos problemas durante la renovación. Sydney (Ayo Edebiri) les dice a Tina (Liza Colón-Zayas) y Ebraheim (Edwin Lee Gibson) que los enviarán a una escuela culinaria para aprender más para su próxima inauguración. Tina está encantada, aunque a Ebraheim le asusta la idea. 
Carmy (Jeremy Allen White) y Sydney van a su apartamento para diseñar los menús, eligiendo mostrar "un menú caótico pero reflexivo". De vuelta en el restaurante, Richie (Ebon Moss-Bachrach) y Fak (Matty Matheson) comienzan a mover los casilleros para acomodar el área, y Carmy tiene que abrir el casillero de Mikey, que contiene una gorra. Para complicar las cosas, Sugar (Abby Elliott) les informa que se ha ido descubriendo moho, lo que añade aún más gastos a la solución. Sola, Sugar revela su embarazo, pero no se lo cuenta a nadie dadas las circunstancias. 
Más tarde, Sydney cena con su padre, Emmanuel (Robert Townsend). Su conversación revela que la madre de Sydney murió y que Sydney era incluso mayor que ella cuando murió. Emmanuel le ofrece trabajo con un familiar, ya que no está seguro de su futuro en el restaurante. En una tienda de comestibles, Carmy se encuentra con Claire (Molly Gordon), una amiga de la infancia, ahora residente en medicina de emergencia. Carmy incluso se sorprende cuando Claire sabe el nombre del restaurante y lo que ha estado haciendo. A pesar del encuentro, Carmy le da un número de teléfono falso

## Producción

### Desarrollo
En mayo de 2023, Hulu confirmó que el segundo episodio de la temporada se titularía "Pasta" y sería escrito por la productora ejecutiva Joanna Calo y dirigido por el creador de la serie Christopher Storer.  Fue el tercer crédito de escritura de Calo y el séptimo crédito de dirección de Storer. 

### Música
El episodio incluyó en su banda sonora las canciones "She Drives Me Crazy" de Fine Young Cannibals, "Baby, I'm a Big Star Now" de Counting Crows, "You Are Not Alone" de Mavis Staples y "Strange Currencies" de REM..

## Lanzamiento
El episodio, junto con el resto de la temporada, se estrenó el 22 de junio de 2023.

## Reseñas críticas
"Pasta" recibió críticas muy positivas de la crítica. Marah Eakin de Vulture le dio al episodio una calificación de 4 estrellas sobre 5 y escribió: "Con solo 12 semanas para su apertura, el equipo detrás de Bear (el restaurante) está avanzando en The Bear (el programa). En "Pasta, "los escritores de la serie cambian el enfoque de la puesta de la mesa y la trama a la emoción y la introspección, y funciona bien. La única forma en que este equipo puede tener éxito es si logran que su propia mierda individual llegue a un buen lugar, tal vez no a un buen lugar perfecto, porque aquí estamos hablando de The Bear, pero al menos uno mejor".
AJ Daulerio de Decider escribió: "Claire lo mira con nostalgia". Entonces, ¿cómo ha sido tu vida, Berzatto?", pregunta. Carmy no tiene respuesta para ella. Esto se va a complicar".  Arnav Srivastava de The Review Geek le dio al episodio una calificación de 4 estrellas sobre 5 y escribió: "La temporada 2 nos ha arrojado diferentes tipos de tensiones y presunciones hasta ahora. Sin embargo, el cambio de sustancia no ha afectado su impacto y eso es un gran logro por parte de los creadores del programa".  Karl R De Mesa de Show Snob escribió: "Juro que el espacio para respirar en la escritura para desarrollar personajes es lo que distingue a esta serie de los programas de cocina habituales. Ya sea caos o dinámicas humanas complejas, qué episodio tan valiente". 
Rafa Boladeras de MovieWeb calificó el episodio como el más débil de la temporada y escribió: "El objetivo de tener listo el restaurante en 12 semanas ya ha comenzado, pero este episodio trata sobre sus personajes. Aprendemos mucho más sobre Sydney y su familia. Carmy habla sobre sus experiencias en restaurantes de tres estrellas Michelin mientras decide qué significa su “menú caótico, pero reflexivo”, y el restaurante tiene moho".  Jasmine Blu de TV Fanatic nombró el episodio como el octavo mejor de la temporada y escribió: "Pasta fue otra entrega importante para Sydney, particularmente con la presentación de su padre, interpretado por el icónico Robert Townsend. Para un personaje desconcertantemente polarizante para a veces, para el público, los suaves vistazos de la segunda temporada a lo que la motiva fuera de la cocina han demostrado ser uno de sus puntos fuertes". 